# Schizonycha flabellata
Schizonycha flabellata är en skalbaggsart som beskrevs av Louis Burgeon 1946. Schizonycha flabellata ingår i släktet Schizonycha och familjen Melolonthidae. Inga underarter finns listade i Catalogue of Life.